# Playoffs NBA 1997
Los Playoffs de la NBA de 1997 fueron el torneo final de la temporada 1996-97 de la NBA.
El campeón fue Chicago Bulls (Conferencia Este) que conseguía su quinto campeonato en la década, venciendo a Utah Jazz por 4 a 2.
El MVP de las Finales fue Michael Jordan de los Chicago Bulls.

## Resumen
Fue el primer campeonato de la Conferencia Oeste para los Jazz en sus 22 años de historia.
Los Miami Heat llegaron hasta las finales de la Conferencia Este consiguiendo ser la franquicia hasta ese momento que había tardado más en llegar a ese punto, ellos no volverían a las finales del Este hasta el año 2005, pero ganarían el campeonato en el 2006.
Minnesota Timberwolves hizo su primer debut en los playoffs después de no conseguir ganar más de 30 partidos en cualquiera de sus primeras siete temporadas. Fue la primera de las siete temporadas consecutivas en las que llegarían a playoffs en la que perdió en la primera ronda.
Fue la primera vez (y por el momento única) desde la fusión de la ABA en la temporada 1976-77 en la que ninguno de los cuatro equipos miembro de la ABA (San Antonio, Denver, Indiana, New Jersey) conseguían llegar a los playoffs.
Fue la primera temporada la que los cuatro equipos añadidos en la expansión de 1988 y 1989 (Minnesota, Miami, Orlando y Charlotte) se clasificaron para los playoffs. Esto sucedió también en el año 2001.
Los últimos clasificados en estas series (Washington Bullets y Los Angeles Clippers) rompieron la racha de sequía apareciendo en este playoffs. (La última aparición de los Bullets fue en 1988 y la de los Clippers en 1993). Desafortunadamente ambos equipos, no volverían a aparecer hasta el año 2005 y 2006 respectivamente.

## Clasificación Playoff

### Conferencia Este
Chicago Bulls con el mejor balance de victorias-derrotas de la liga regular consiguió la ventaja de campo que le ayudó a conseguir el título de liga.
A continuación se muestran la lista de los equipos clasificados en la conferencia Este:
1. Chicago Bulls (líder de la división Central)
2. Miami Heat (líder de la división del Atlántico)
3. New York Knicks
4. Atlanta Hawks
5. Detroit Pistons
6. Charlotte Hornets
7. Orlando Magic
8. Washington Bullets

### Conferencia Oeste
Utah Jazz por su parte obtuvo el mejor récord de la Conferencia Oeste y durante las fases de dicha conferencia obtuvieron la ventaja en todos los partidos menos en la final.
A continuación se muestran la lista de los equipos clasificados en la conferencia Oeste:
1. Utah Jazz (líder de la división del Medio Oeste)
2. Seattle SuperSonics (líder de la división del Pacífico)
3. Houston Rockets
4. Los Angeles Lakers
5. Portland Trail Blazers
6. Minnesota Timberwolves
7. Phoenix Suns
8. Los Angeles Clippers

## Cuadro de Enfrentamientos
|  | Primera Ronda     | Primera Ronda | Primera Ronda |   |           | Semifinales de Conferencia | Semifinales de Conferencia | Semifinales de Conferencia |  |    | Finales de Conferencia | Finales de Conferencia | Finales de Conferencia |  |    | Finales de la NBA | Finales de la NBA | Finales de la NBA |
|  |                   |               |               |   |           |                            |                            |                            |  |    |                        |                        |                        |  |    |                   |                   |                   |
|  | E1                | Chicago*      | 3             |   |           |                            |                            |                            |  |    |                        |                        |                        |  |    |                   |                   |                   |
|  | E8                | Washington    | 0             |   |           |                            |                            |                            |  |    |                        |                        |                        |  |    |                   |                   |                   |
|  | E8                | Washington    | 0             |   | E1        | Chicago*                   | 4                          |                            |  |    |                        |                        |                        |  |    |                   |                   |                   |
|  |                   |               |               |   | E1        | Chicago*                   | 4                          |                            |  |    |                        |                        |                        |  |    |                   |                   |                   |
|  |                   | E4            | Atlanta       | 1 |           |                            |                            |                            |  |    |                        |                        |                        |  |    |                   |                   |                   |
|  | E4                | E4            | Atlanta       | 1 | Atlanta   | 3                          |                            |                            |  |    |                        |                        |                        |  |    |                   |                   |                   |
|  | E4                |               |               |   | Atlanta   | 3                          |                            |                            |  |    |                        |                        |                        |  |    |                   |                   |                   |
|  | E5                | Detroit       | 2             |   |           |                            |                            |                            |  |    |                        |                        |                        |  |    |                   |                   |                   |
|  | E5                | Detroit       | 2             |   |           |                            |                            |                            |  | E1 | Chicago*               | 4                      |                        |  |    |                   |                   |                   |
|  | Conferencia Este  |               |               |   |           |                            |                            |                            |  | E1 | Chicago*               | 4                      |                        |  |    |                   |                   |                   |
|  |                   | E2            | Miami*        | 1 |           |                            |                            |                            |  |    |                        |                        |                        |  |    |                   |                   |                   |
|  | E3                | E2            | Miami*        | 1 | New York  | 3                          |                            |                            |  |    |                        |                        |                        |  |    |                   |                   |                   |
|  | E3                |               |               |   | New York  | 3                          |                            |                            |  |    |                        |                        |                        |  |    |                   |                   |                   |
|  | E6                | Charlotte     | 0             |   |           |                            |                            |                            |  |    |                        |                        |                        |  |    |                   |                   |                   |
|  | E6                | Charlotte     | 0             |   | E3        | New York                   | 3                          |                            |  |    |                        |                        |                        |  |    |                   |                   |                   |
|  |                   |               |               |   | E3        | New York                   | 3                          |                            |  |    |                        |                        |                        |  |    |                   |                   |                   |
|  |                   | E2            | Miami*        | 4 |           |                            |                            |                            |  |    |                        |                        |                        |  |    |                   |                   |                   |
|  | E2                | E2            | Miami*        | 4 | Miami*    | 3                          |                            |                            |  |    |                        |                        |                        |  |    |                   |                   |                   |
|  | E2                |               |               |   | Miami*    | 3                          |                            |                            |  |    |                        |                        |                        |  |    |                   |                   |                   |
|  | E7                | Orlando       | 2             |   |           |                            |                            |                            |  |    |                        |                        |                        |  |    |                   |                   |                   |
|  | E7                | Orlando       | 2             |   |           |                            |                            |                            |  |    |                        |                        |                        |  | E1 | Chicago*          | 4                 |                   |
|  |                   |               |               |   |           |                            |                            |                            |  |    |                        |                        |                        |  | E1 | Chicago*          | 4                 |                   |
|  |                   | O1            | Utah*         | 2 |           |                            |                            |                            |  |    |                        |                        |                        |  |    |                   |                   |                   |
|  | O1                | O1            | Utah*         | 2 | Utah*     | 3                          |                            |                            |  |    |                        |                        |                        |  |    |                   |                   |                   |
|  | O1                |               |               |   | Utah*     | 3                          |                            |                            |  |    |                        |                        |                        |  |    |                   |                   |                   |
|  | O8                | LA Clippers   | 0             |   |           |                            |                            |                            |  |    |                        |                        |                        |  |    |                   |                   |                   |
|  | O8                | LA Clippers   | 0             |   | O1        | Utah*                      | 4                          |                            |  |    |                        |                        |                        |  |    |                   |                   |                   |
|  |                   |               |               |   | O1        | Utah*                      | 4                          |                            |  |    |                        |                        |                        |  |    |                   |                   |                   |
|  |                   | O4            | LA Lakers     | 1 |           |                            |                            |                            |  |    |                        |                        |                        |  |    |                   |                   |                   |
|  | O4                | O4            | LA Lakers     | 1 | LA Lakers | 3                          |                            |                            |  |    |                        |                        |                        |  |    |                   |                   |                   |
|  | O4                |               |               |   | LA Lakers | 3                          |                            |                            |  |    |                        |                        |                        |  |    |                   |                   |                   |
|  | O5                | Portland      | 1             |   |           |                            |                            |                            |  |    |                        |                        |                        |  |    |                   |                   |                   |
|  | O5                | Portland      | 1             |   |           |                            |                            |                            |  | O1 | Utah*                  | 4                      |                        |  |    |                   |                   |                   |
|  | Conferencia Oeste |               |               |   |           |                            |                            |                            |  | O1 | Utah*                  | 4                      |                        |  |    |                   |                   |                   |
|  |                   | O3            | Houston       | 2 |           |                            |                            |                            |  |    |                        |                        |                        |  |    |                   |                   |                   |
|  | O3                | O3            | Houston       | 2 | Houston   | 3                          |                            |                            |  |    |                        |                        |                        |  |    |                   |                   |                   |
|  | O3                |               |               |   | Houston   | 3                          |                            |                            |  |    |                        |                        |                        |  |    |                   |                   |                   |
|  | O6                | Minnesota     | 0             |   |           |                            |                            |                            |  |    |                        |                        |                        |  |    |                   |                   |                   |
|  | O6                | Minnesota     | 0             |   | O3        | Houston                    | 4                          |                            |  |    |                        |                        |                        |  |    |                   |                   |                   |
|  |                   |               |               |   | O3        | Houston                    | 4                          |                            |  |    |                        |                        |                        |  |    |                   |                   |                   |
|  |                   | O2            | Seattle*      | 3 |           |                            |                            |                            |  |    |                        |                        |                        |  |    |                   |                   |                   |
|  | O2                | O2            | Seattle*      | 3 | Seattle*  | 3                          |                            |                            |  |    |                        |                        |                        |  |    |                   |                   |                   |
|  | O2                |               |               |   | Seattle*  | 3                          |                            |                            |  |    |                        |                        |                        |  |    |                   |                   |                   |
|  | O7                | Phoenix       | 2             |   |           |                            |                            |                            |  |    |                        |                        |                        |  |    |                   |                   |                   |